# Montevideo megye
Montevideo egy megye Uruguayban. A fővárosa Montevideo. Messze a legnépesebb és a legkisebb megye. Hozzá tartozik a főváros Montevideo és több környékbéli település.

## Földrajz
Az ország középső részén található. Megyeszékhely: Montevideo

## Települések
Montevideo megyének 4 települése van. Közülük a megyeszékhely (egyben főváros) város rangú, míg a többi három községi ranggal rendelkezik. 
- Montevideo
- Santiago Vázquez
- Pajas Blancas
- Casarino